# حمدو الهونی
حمدو الهونی (عربی: حمدو محمد الهوني؛ زادهٔ ۱۲ فوریهٔ ۱۹۹۴) بازیکن فوتبال اهل لیبی است.
از باشگاه‌هایی که در آن بازی کرده‌است می‌توان به گروه ورزشی شاوش، باشگاه فوتبال سانتا کلارا، و طرابلس اشاره کرد.
وی همچنین در تیم ملی فوتبال لیبی بازی کرده‌است.